# 富山県道48号福光福岡線
富山県道48号福光福岡線（とやまけんどう48ごう ふくみつふくおかせん）は、富山県南砺市と高岡市を結ぶ県道（主要地方道）である。

## 概要

### 路線データ
- 起点：富山県南砺市福光7335番の1（国道304号交点）
- 終点：富山県高岡市福岡町大滝267の1（国道8号・富山県道75号押水福岡線交点）

## 歴史
- 1977年（昭和52年）3月1日：路線認定。
- 1993年（平成5年）5月11日 - 建設省から、県道福光福岡線が福光福岡線として主要地方道に指定される[1]。

## 路線状況

### 重複区間
- 富山県道143号小森谷庄川線（小矢部市興法寺 - 小矢部市蓑輪）
- 国道359号（小矢部市蓑輪・蓑輪交差点 - 小矢部市新西居島・清沢交差点）
- 富山県道16号砺波小矢部線（小矢部市西中・西中交差点 - 小矢部市西中）
- 富山県道72号坪野小矢部線（砺波市狐島・狐島交差点 - 砺波市東中・東中交差点）
- 富山県道358号横越大滝線（高岡市福岡町江尻 - 高岡市福岡町上蓑）

## 地理

### 通過する自治体
- 南砺市
- 小矢部市
- 砺波市
- 高岡市

### 交差する道路
- 国道304号（南砺市福光、起点）
- 富山県道285号西勝寺福野線（南砺市岩木）
- 富山県道279号安居福野線（南砺市安居・安居寺前交差点）
- 富山県道143号小森谷庄川線（小矢部市興法寺）
- 富山県道143号小森谷庄川線（小矢部市蓑輪）
- 国道359号（小矢部市蓑輪・蓑輪交差点）
- 国道359号（小矢部市新西居島・清沢交差点）
- 国道471号（小矢部市新西・新西交差点）
- 富山県道260号安養寺砺波線（小矢部市水島・水島交差点）
- 富山県道371号本町高木出線（小矢部市下後亟・下後亟交差点）
- 能越自動車道小矢部東IC（小矢部市下後亟）
- 富山県道16号砺波小矢部線、富山県道276号西中大滝線（小矢部市西中・西中交差点）
- 富山県道16号砺波小矢部線（小矢部市西中）
- 富山県道72号坪野小矢部線（砺波市狐島・狐島交差点）
- 富山県道72号坪野小矢部線（砺波市東中・東中交差点）
- 富山県道258号北高木出町線、富山県道259号北高木立野線（砺波市高波・北高木交差点）
- 富山県道9号富山戸出小矢部線（砺波市高波・江波交差点）
- 富山県道358号横越大滝線（高岡市福岡町江尻）
- 富山県道358号横越大滝線（高岡市福岡町上蓑）
- 国道8号・富山県道75号押水福岡線（高岡市福岡町大滝・大滝交差点）

### 沿線にある施設など
- 南砺市福光会館
  - 南砺市立中央図書館
- JA福光 石黒地区センター
- NTT西日本 福光電話交換所
- 楽蔵グリーンモール福光
  - バロー 福光店
- 小矢部川
- JAとなみ野 安居支店
- 安居寺
- 安田温泉
- 浄教寺
- ゴールドウイン本店
- JAいなば 南部支店
- スリーティ運輸
- 下後亟神明宮
- 小矢部東IC
- 富山県立小矢部園芸高等学校
- 福岡町鯉の里公園
- 三協立山（三協アルミ社）福岡工場
- 富山県立福岡高等学校
- 岸渡川